# Matías Rotondi
Eduardo Matías Rotondi  (Puerto Iguazú, Provincia de Misiones, Argentina; 29 de enero de 1992) es un futbolista argentino. Juega como delantero y su actual club es el CSD Coban imperial de la Liga Nacional de Fútbol de Guatemala

## Trayectoria
La carrera de Matías Rotondi comenzó en 2010 con Argentinos Juniors, año en que se consagró campeón del Torneo Clausura. En 2012 salió de Argentinos Juniors para jugar a préstamo con Temperley de la Primera B Metropolitana. Con el club celeste realizó su debut profesional el 22 de agosto de 2012 contra Deportivo Armenio en un encuentro que finalizó con empate de 0-0. 
Posteriormente pasó por clubes del Torneo Federal B. 
En 2018 fichó por Universidad O&M del fútbol dominicano y al año siguiente por el Orense de la Serie B de Ecuador. 
Luego retornó a República Dominicana y vistió los colores del Cibao. El 12 de febrero de 2021 fue anunciado como refuerzo del Honduras Progreso de la Liga Nacional de Honduras.
Luego fue a Deportivo Malacateco de la Liga Nacional de Guatemala, donde salio campeón, y fue el golpeador del Torneo. Lo cual le sirvió para fichar por el CSD Municipal, con quien también ganó un campeonato. 

## Selección nacional
Fue convocado por la Selección Argentina Sub-17 para disputar el Campeonato Sudamericano Sub-17 de 2009 en Chile y la Copa Mundial de Fútbol Sub-17 de 2009 en Nigeria, donde disputó dos partidos.

### Participaciones con la selección
| Torneo                   | Sede    | Resultado        | Partidos | Goles |
| ------------------------ | ------- | ---------------- | -------- | ----- |
| Sudamericano Sub-17 2009 | Chile   | Subcampeón       | 4        | 0     |
| Mundial Sub-17 2009      | Nigeria | Octavos de final | 2        | 0     |

## Clubes
| Club                    | País                 | Año           |
| ----------------------- | -------------------- | ------------- |
| Argentinos Juniors      | Argentina            | 2010-2012     |
| Temperley               | Argentina            | 2012-2013     |
| Bragado                 | Argentina            | 2014-2015     |
| Argentinos (25 de Mayo) | Argentina            | 2016-2017     |
| Universidad O&M         | República Dominicana | 2018          |
| Orense                  | Ecuador              | 2019          |
| Universidad O&M         | República Dominicana | 2019          |
| Cibao                   | República Dominicana | 2020          |
| Honduras Progreso       | Honduras             | 2021          |
| Deportivo Malacateco    | Guatemala            | 2021          |
| CSD Municipal           | Guatemala            | 2022-2024     |
| Real España             | Honduras             | 2025-presente |

## Palmarés

### Títulos nacionales
| Título          | Club                 | País      | Año  |
| --------------- | -------------------- | --------- | ---- |
| Torneo Clausura | Argentinos Juniors   | Argentina | 2010 |
| Torneo Apertura | Deportivo Malacateco | Guatemala | 2021 |
| Torneo Clausura | CSD Municipal        | Guatemala | 2024 |

### Distinciones individuales
| Distinción               | Año  |
| ------------------------ | ---- |
| Trofeo Juan Carlos Plata | 2023 |